# Napachanie

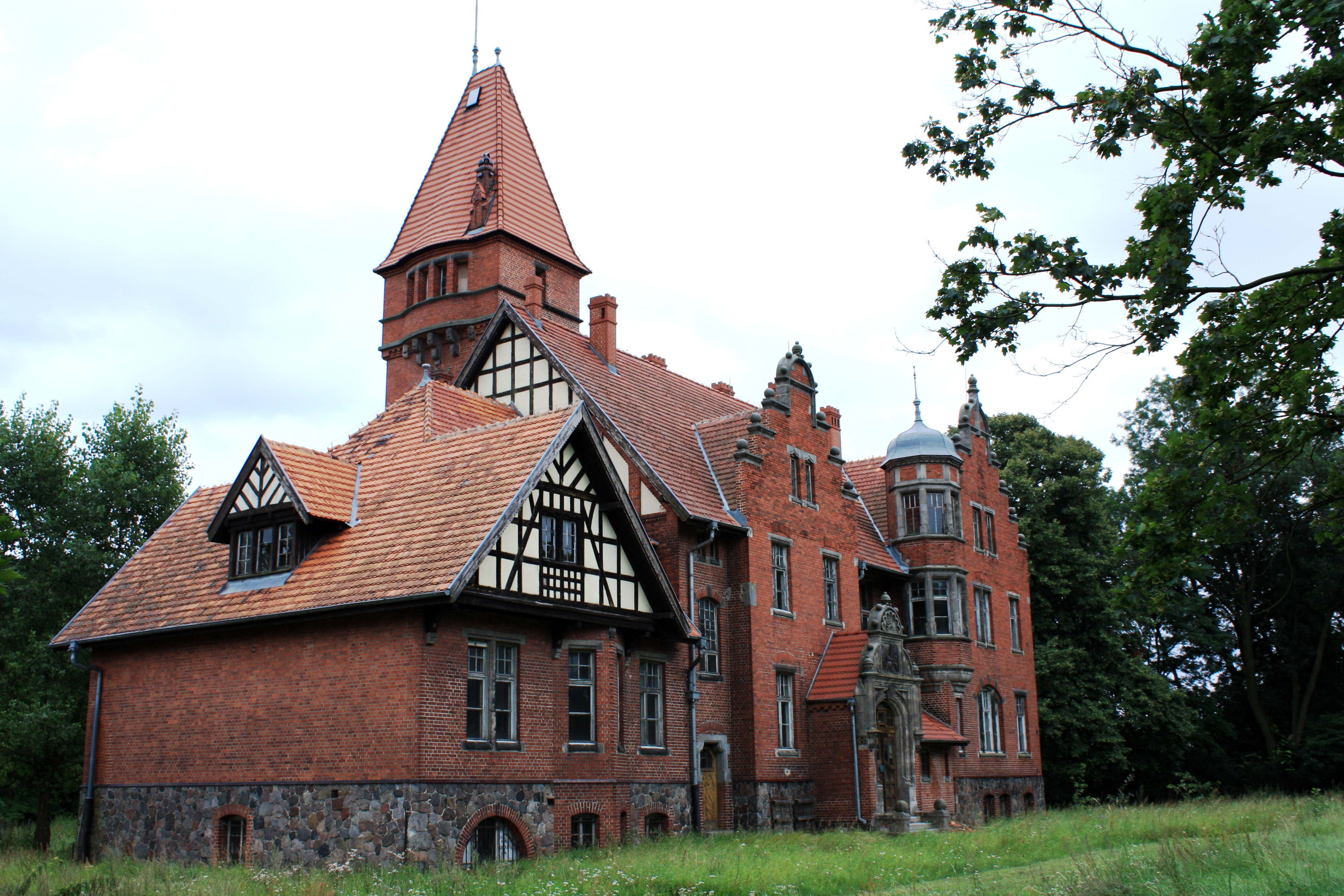
Palast Napachanie

Napachanie (deutsch Grundheim) ist ein Dorf in der Landgemeinde Rokietnica im Powiat Poznański der Woiwodschaft Großpolen in Polen. Der Ort liegt 16 Kilometer nordwestlich von Posen.

## Geschichte
Das Dorf wurde 1394  das erste Mal urkundlich erwähnt. Ende des 19. Jh. gab es hier nur 124 Einwohner. Im Jahre 2021 hatte Napachanie schon 787 Einwohner.

## Sehenswürdigkeiten
Sehenswert ist hier ein um 1900 durch Rudolf Griebl erbauter Palast.

## Verkehr
Der Ort liegt an der Schnellstraße S11, die Posen westlich umfährt, und Landesstraße DK184.
Der nächste internationale Flughafen ist Poznań-Ławica.